# Imagen

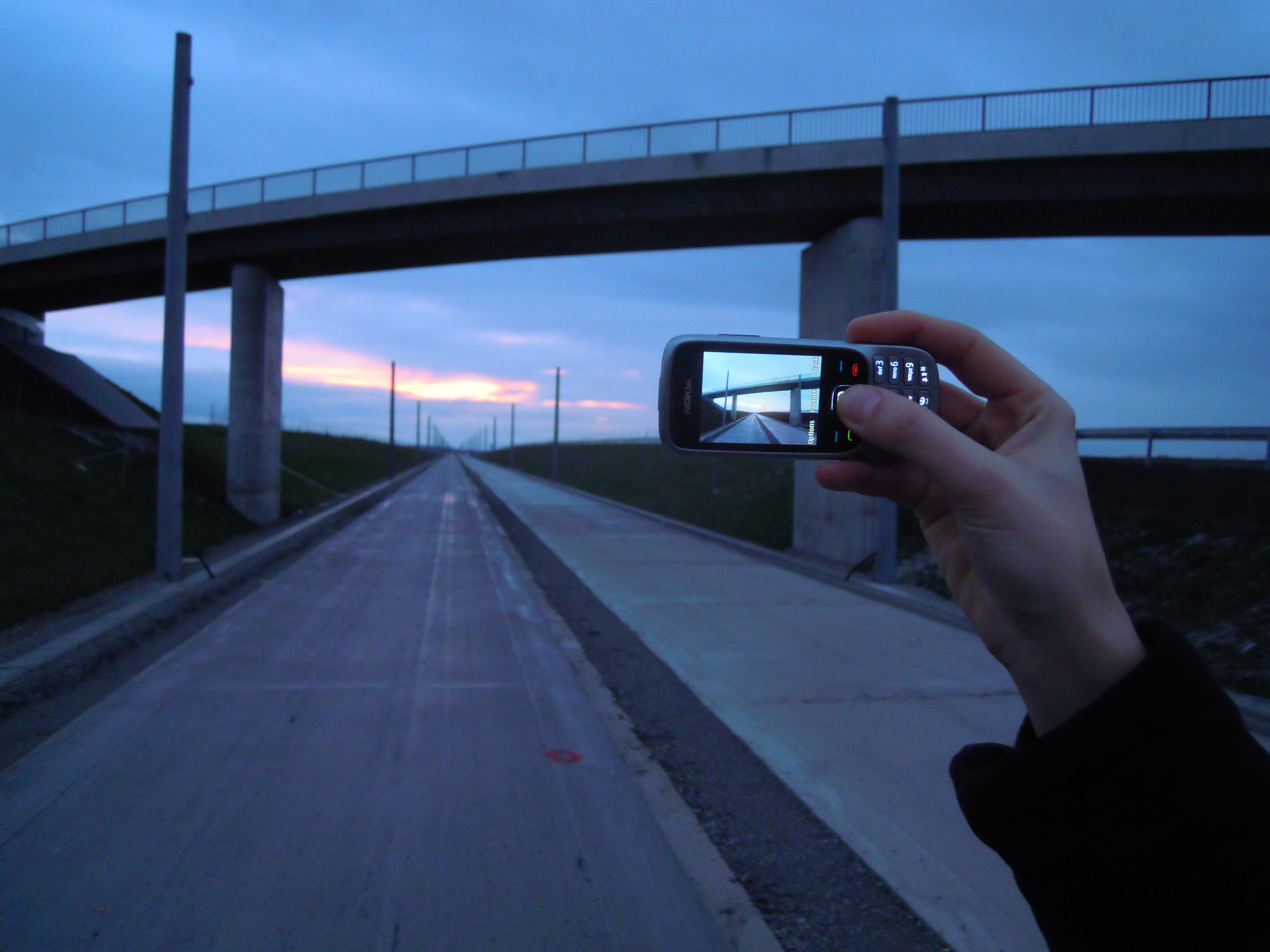
Las cámaras fotográficas permiten captar imágenes de la realidad.

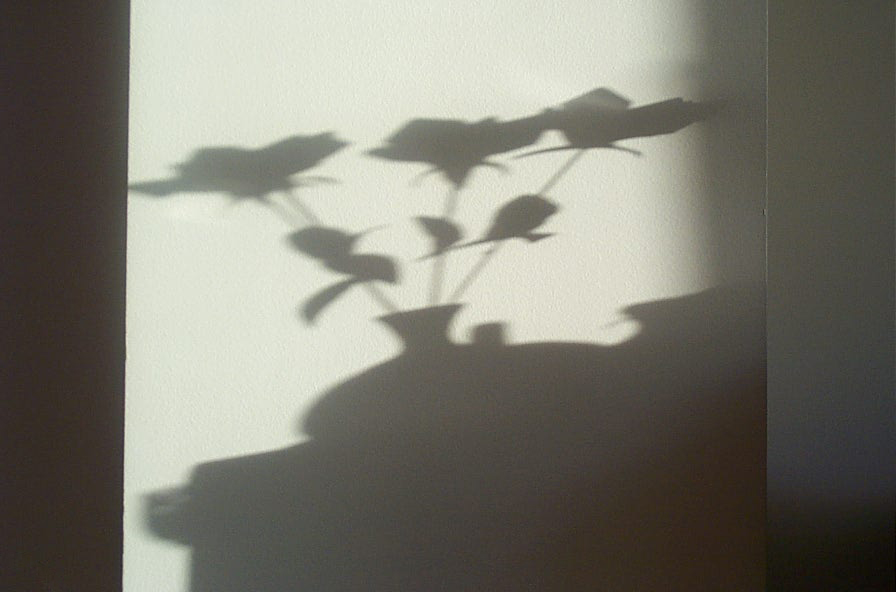
Sombra proyectada por un jarrón con flores ubicado sobre un mueble. Platón utilizó esta idea como metáfora en su « mito de la caverna », la sombra arrojada por una imagen natural difiere del original.

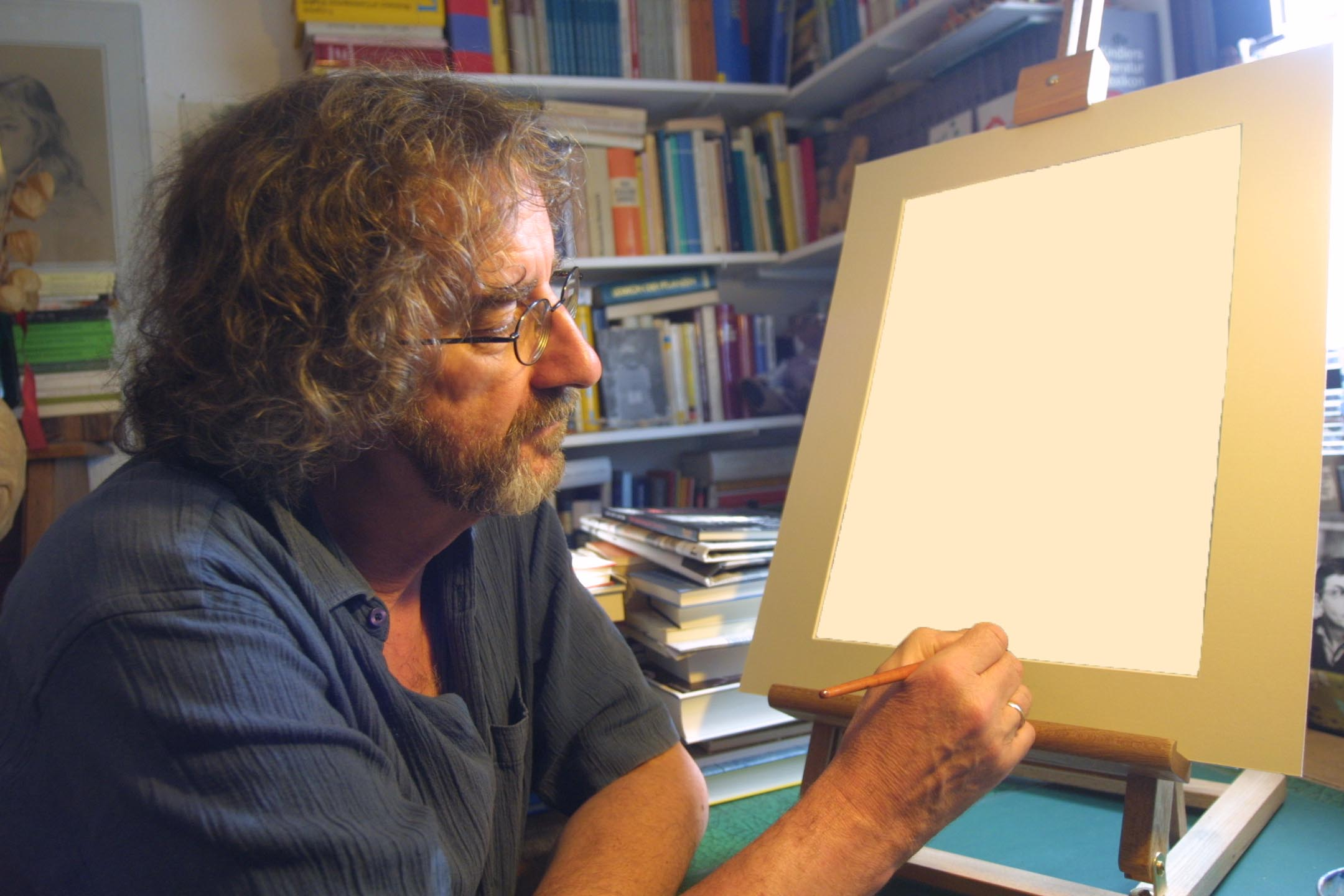
Armin Peter Faust trabajando en un dibujo donde el propio artista está representado.

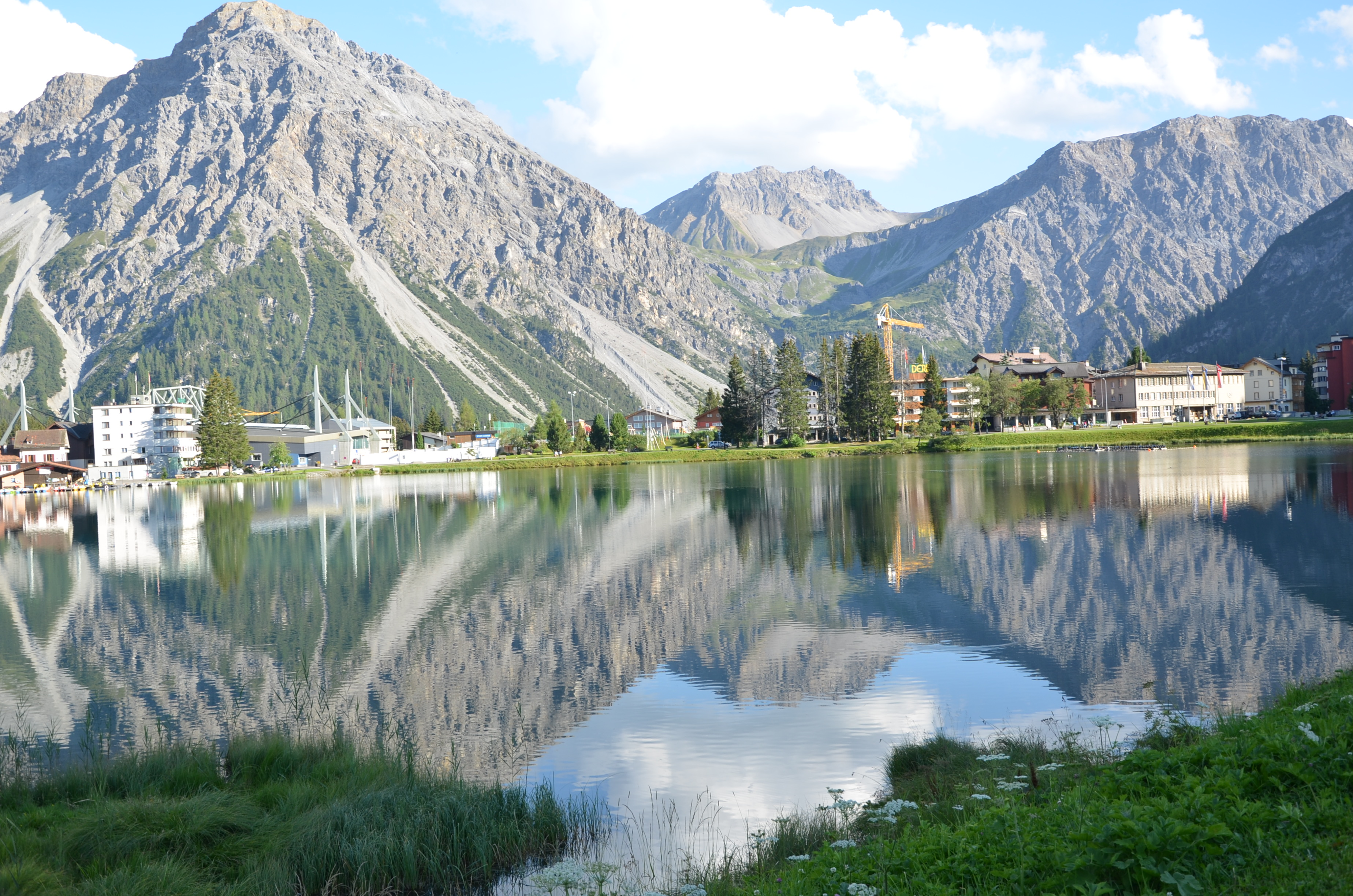
Fotografía en donde la imagen de las montañas se encuentra reflejada en el lago.

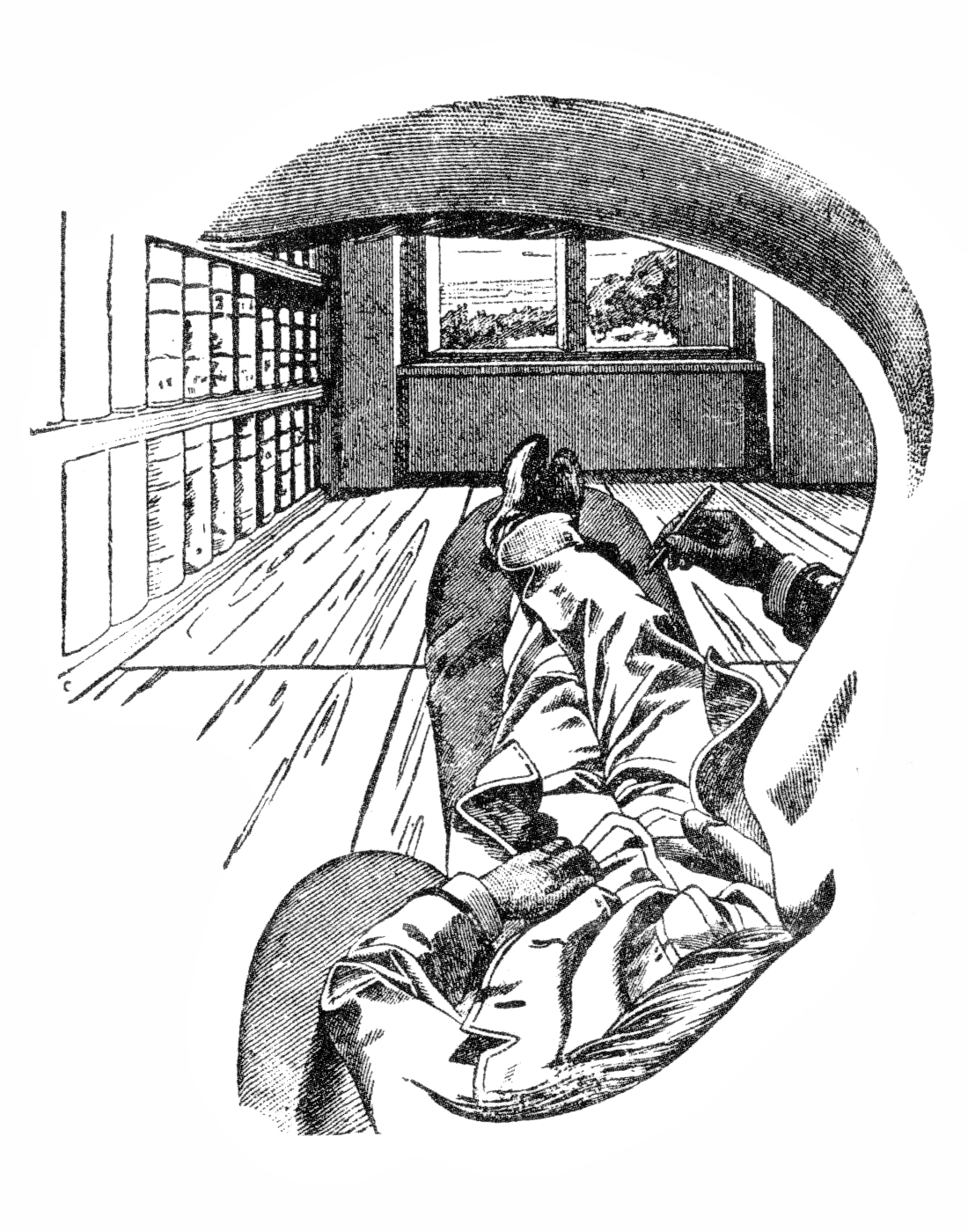
Dibujo de Ernst Mach.

Una imagen (del latín imago) es una representación visual, que manifiesta la apariencia visual de un objeto real o imaginario. Aunque el término suele entenderse como sinónimo de representación visual, también se aplica como extensión para otros tipos de percepción, como imágenes auditivas, olfativas, táctiles, sinestesias, etc. Las imágenes que la persona no percibe sino que vive interiormente, se las denominan imágenes mentales, mientras que las que representan visualmente un objeto mediante técnicas diferentes, se las designa como imágenes creadas (o bien, imágenes reproducidas). Algunas de ellas son el dibujo, el diseño, la pintura, la fotografía o el vídeo, entre otras.
Existe gran cantidad de expresiones relacionadas con la imagen, pues se identifica que también se hace referencias a: imagen gráfica, imagen visual, imagen material, imagen mental; y aún más en el mundo empresarial, se usa el término "imagen" para referirse a ciertos conceptos como: imagen de empresa, imagen de marca, imagen corporativa e imagen global; de la misma manera, la imagen de empresa se subdivide en imagen depositada, la imagen deseada y la imagen difundida, todas ellas de gran importancia pues es la visión que se tiene de una empresa en el mercado.
Román Gubern, en su libro Patología de la imagen, establece dos ámbitos de uso de la imagen:
- Uso público: Es el uso que se hace de la imagen a través de los medios de comunicación, las instituciones, etc.
- Uso privado: Es el uso que se hace de la imagen dentro del ámbito individual o familiar.

## La imagen como campo de estudio
El campo de la Cultura Visual o de los Estudios Visuales se trata de un proyecto interdisciplinar y relativista que surge de los cambios metodológicos nacidos en la posmodernidad como alternativa al carácter de algunas disciplinas académicas como la historia del arte y las humanidades. Por Cultura Visual o Estudios Visuales, entendemos un cambio en el estudio de la historia tradicional del arte en el que, se sustituye el concepto “historia” por el de “cultura”, y el concepto “arte” por el de “visual”.
La Cultura Visual, estudia no solamente la imagen sino también todos los estímulos visuales. Se define por su objeto de estudio, por sus líneas temáticas y por su enfoque, herramientas teóricas y conceptuales.
Objeto de estudio
- Las imágenes circuladas y consumidas por clases urbanas.
- El estudio de la cultura popular, que es el consumo masivo ligado al ocio. Se trata de imágenes no artísticas, sino ligadas a los medios de comunicación.

Líneas temáticas
- La reproducción, circulación y recepción de las imágenes.
- El interés por la construcción de prácticas socioculturales y la experiencia del espectador.

Enfoque y métodos
- La imagen como una parte de un proceso cultural, construcción y agente del mismo.
- Necesidad de diversas disciplinas, conceptos y metodologías para resolver preguntas (teoría del discurso, literaria, etc.).

## El giro pictórico
Uno de los primeros autores que se interesó en este campo fue W. J. T. Mitchell, profesor de la Universidad de Chicago y editor de la revista Critical Enquiry, que en 1992 publicó El giro pictórico. Según este, el giro pictórico es un nuevo paradigma que rompe con el giro lingüístico de Richard Rorty e incluso con el giro semiótico de Norman Bryson y Mieke Bal. Considera que el lenguaje escrito ya no es el centro del conocimiento, y por ello sostiene que las imágenes deben ser consideradas con independencia de la lengua. Además, afirma que la imagen ha sustituido al lenguaje escrito y oral como generador principal de los valores del conocimiento y de las conductas en nuestras sociedades. Es decir, que la imagen tiene poderes más potentes sobre el mencionado lenguaje en la construcción de la realidad y el impacto sobre la sociedad.
Así pues, los objetivos del giro pictórico son:
- Comprender los mecanismos de sentido de las imágenes. Cómo la imagen genera sentido para nosotros o cómo nosotros la cargamos de sentido.
- Estudiar las imágenes como elementos idóneos de estudio de lo cultural aptos para rastrear las intersecciones de la representación, el lenguaje, la historia, la imaginación, etc.

## Funciones de la imagen
Se pueden distinguir una serie de funciones características de la imagen y dentro de estas encontramos: la función representativa, la simbólica, la semántica, la epistémica y la estética. A pesar de ello, resulta casi imposible separarlas o categorizarlas debido a que la función de la imagen casi siempre es compartida, lo mismo encuentran su función para informar como para causar sentimientos o significados.
- Función representativa: es aquella que se refiere a los casos en los que la imagen quiere decir lo que está reproduciendo. Un buen ejemplo sería una fotografía tomada en un viaje, ya que esa imagen refleja una información concreta.
- Función simbólica: es la que se refiere a la imagen con un significado o concepto añadido por las personas, que en un principio no tendríamos por qué haber relacionado con la misma. Hay que tener en cuenta que para comprender estas imágenes necesitamos una base de conocimientos, ya que el significado de estos conceptos añadidos a la imagen no está generalizados ni vienen predeterminados. Un buen ejemplo de ello sería una bandera. Si hablamos de forma cronológica posiblemente sería una de las primeras funciones de la imagen en su justificación con los símbolos religiosos y las manifestaciones de lo divino. Hoy en día esta función también encuentra lugar en la imagen publicitaria.
- Función semántica: es aquella que se produce cuando la propia imagen es la que actúa como signo, ya que la conexión entre dicha imagen y su sentido es completamente arbitraria. Si quisiéramos ejemplificar con una imagen la actividad de la lectura, podríamos utilizar la imagen de un niño con un libro, o un adulto con un papel, o personas leyendo el periódico.
- Función epistémica: “…las imágenes también sirven para dar informaciones acerca del mundo, son portadoras de conocimiento. Esta función sigue presente en gran cantidad de imágenes, aunque a través de la historia el valor informativo ha cambiado.”[1]
- Función estética: encuentra su justificación cuando la imagen produce sensaciones al momento de la percepción, estas sensaciones pueden inclusive estar relacionadas con las emociones.

## Clasificación de la imagen
También hay que considerar diversos factores a partir de los cuales clasificaremos las imágenes según su materialidad. En primer lugar, hay que mencionar la diferencia entre imágenes naturales y las mentales. Las primeras son aquellas que se perciben de forma directa de un modo visual, siendo un referente real. En cambio, las imágenes mentales son inmateriales; son aquellas que crea la mente, y que por lo tanto no tienen soporte físico. Así pues, son de carácter más personal.
En segundo lugar hay que hablar de las imágenes semiconscientes. Su característica principal es que aparecen momentos antes de quedarnos dormidos, pero también momentos después de despertarnos. Las anteriores al sueño son denominadas hipnogógicas, y las posteriores, hipnapómpicas.
Con el adjetivo onírica se hace referencia a aquellas imágenes que aparecen en nuestros sueños y que nacen a raíz de nuestra experiencia en el mundo real, además de las imágenes que captamos en este. Comúnmente son más conocidas, ya que fueron el centro de investigación de Sigmund Freud.
Por otro lado, las alucinaciones son aquellas imágenes ligadas a algún tipo de intoxicación o delirio debido al consumo de sustancias estupefacientes. Un elemento importante que cabe destacar aquí es que el sujeto que sufre las alucinaciones cree que éstas son reales. Son muy comunes en patologías como la paranoia.
En cuanto a las imágenes eidéticas, sabemos de ellas que son las que se producen entre los 0 y 5 años de edad. Por norma general, no tienen relación directa con la realidad.
Para finalizar, cabe mencionar las imágenes de pensamiento, que son aquellas que se crean en nuestra mente al mismo tiempo que utilizamos el lenguaje verbal. Y es que este último no puede ir sin imágenes de pensamiento, ya que son imprescindibles durante el habla para comprender lo que escuchamos. Todo aquello que se dice se visualiza de algún u otro modo.